# Гері Беккер
Ге́рі Сте́нлі Бе́ккер (англ. Gary Becker; 2 грудня 1930, Поттсвілл, Пенсільванія — 3 травня 2014, Чикаго) — американський економіст.
Лауреат Нобелівської премії 1992 р. «за розповсюдження сфери мікроекономічного аналізу на цілий ряд аспектів людської поведінки і взаємодії, включаючи неринкову поведінку». Навчався у Принстонському університеті, докторський ступінь здобув у Чиказькому університеті.
У 1967 був нагороджений медаллю Джона Бейтса Кларка.
На думку Беккера, економічний підхід дає цілісну схему для розуміння людської поведінки, до вироблення якої здавна і безуспішно прагнули багато поколінь вчених. За підрахунками Беккера інвестиції в людський капітал[джерело?] в США приносять вищу норму відсотка, ніж інвестиції в цінні папери.

## Основні ідеї

### Економічна теорія дискримінації
У 1957 році вийшла книга Беккера «Економіка дискримінації», заснованої на його докторської дисертації, яка і відкрила новий розділ в економічній теорії. Теорія дискримінації описує створення дискримінації за рахунок специфічних переваг деяких агентів, які формують групу, які не бажають вступати в контакти з представниками іншої групи. Таким чином кожен економічно активний агент має схильність до дискримінації, що відображає коефіцієнт дискримінації, рівний тому, що готовий пожертвувати агент заради того, щоб не вступати в стосунки з представниками іншої групи. Беккер представив конкурентну модель ринку праці базованої на спостережуваних фактах неоднакової оплати праці білих і чорних працівників. Для цього він ввів у функції корисності роботодавців «пристрасть» до дискримінації. Ця робота врешті-решт дала поштовх цілої серії пояснень стійким відмінностей в заробітках.

### Економіка злочину і покарання
У 1968 році вийшла стаття Беккера «Злочин і покарання: економічний підхід», в якій розроблено економічний підхід до аналізу злочинності, відкривши новий напрям економіка злочину і покарання, використовуючи економічний імперіалізм. Злочин як вид діяльності, яку деякі люди вибирають раціонально, порівнюючи очікувані вигоди і очікувані витрати у вигляді ймовірного арешту і покарання, з урахуванням свого суб'єктивного ставлення до ризику бути покараним.

### Теорія людського капіталу
У 1962 році вийшла стаття Беккера «Інвестиції в людський капітал: теоретичний аналіз», а в 1964 році — книга «Людський капітал: теоретичний і емпіричний аналіз». У цих роботах економічний підхід дає цілісну схему для розуміння людської поведінки. Згідно з підрахунками Беккера, інвестиції в людський капітал в США приносять вищу норму відсотка, ніж інвестиції в цінні папери.
Людський капітал — це наявний у кожного запас знань, навичок, мотивацій. Інвестиціями в нього можуть бути: освіта, накопичення професійного досвіду, охорона здоров'я, географічна мобільність, пошук інформації.
Початкові інтереси дослідника полягали в оцінці економічної віддачі від освіти. Беккер першим здійснив статистично коректний підрахунок економічної ефективності освіти. Для визначення доходу, наприклад, від вищої освіти з довічних заробітків тих, хто закінчив коледж, віднімати довічні заробітки тих, хто не пішов далі середньої школи. Витрати навчання, поряд з прямими витратами (плата за навчання, гуртожиток і т. д.), Як головний елемент містять «втрачені заробітки», тобто дохід, не дополученний учнями за роки навчання. По суті втрачені заробітки вимірюють цінність часу учнів, витраченого на навчання, і є альтернативними витратами його використання.

### Нова теорія споживання
У 1965 році вийшла стаття Беккера «Теорія розподілу часу», в якій формулюється по-новому теорія споживання, в якій сім'я (домогосподарство) виробляє основні товари — харчування, освіту і т. ін. За рахунок використання ринкових товарів і часу її членів, що також забезпечує первинне розподіл праці. Члени сім'ї пропонують свого часу на ринку праці за оплату, а її розмір забезпечує можливі витрати часу кожного споживача.
Гері Беккер є одним з основоположників сучасних досліджень домогосподарств. Він започаткував унітарний підхід до вивчення поведінки домогосподарства. Згідно з цим підходом домогосподарство діє як єдиний механізм, яким керує один лідер і єдина функція корисності визначає поведінку колективу людей, об'єднаних у домогосподарство. Рішення в домогосподарстві приймаються спільно, через що воно максимізує єдиний набір цілей для всіх його учасників.

### Нова економічна теорія сім'ї
У 1960 році виходить стаття Беккера «Економічний аналіз народжуваності», в якій аналізуються сім'я, включаючи шлюб, розлучення, народжуваність і соціальна захищеність. Основа для економіки домашнього господарства, яка вивчає споживання і трудові ресурси, є сімейні рішення, центр ухвалення яких є не індивід, а домогосподарство.

## Основні праці
- «Економічна теорія дискримінації» (The Economics of Discrimination,1957);
- «Людський капітал» (Human Capital, 1964);
- «Теорія розподілу часу» (A Theory of the Allocation of Time, 1965);
- «Економічна теорія» (Economic Theory, 1971)
- «Економічний підхід до поведінки людини» («Pride and prejudice». The economic approach to human behavior, 1976)
- «Трактат про родину» (A Treatise on the Family, 1981)

## Нагороди
За свої досягнення у сфері економічної теорії був нагороджений:
- 1965 — премія B.C. Войтинського Мічиганського університету
- 1967 — медаль Джона Бейтса Кларка
- 1968 — премія за професійні досягнення Чиказького університету
- 1985 — премія Френка Сейдмана
- 1987 — премія Джона Коммонса
- 1991 — премія Адама Сміта
- 1992 — Премія у сфері економічних наук пам'яті Альфреда Нобеля,
- 1997 — премія Папської академії наук
- 2000 — Національна наукова медаль США
- 2004 — премія Джона фон Неймана
- 2004 — премія Джейкоба Мінсера від Суспільства економіки праці
- 2007 — Президентська медаль Свободи
- 2008 — премія Бредлі від Фонду Бредлі